# John Caius
John Caius (noto anche come Johannes Caius o Ioannes Caio; Norwich, 6 ottobre 1510 – Londra, 29 luglio 1573) è stato un medico inglese.
È stato il secondo fondatore dell'attuale Gonville e Caius College di Cambridge, a lui cointitolato.

## Biografia

### Gioventù
Caius nacque a Norwich e ricevette la prima istruzione presso la Norwich School. Nel 1529 fu ammesso come studente in quella che allora era la Gonville Hall di Cambridge, fondata da Edmund Gonville nel 1348, dove sembra aver studiato principalmente teologia. Dopo essersi laureato nel 1533, si recò in Italia, dove studiò sotto i celebri maestri Montano e Vesalio a Padova. Nel 1541 si laureò in medicina all'Università di Padova.
Nel 1543 visitò diverse parti d'Italia, Germania e Francia e poi tornò in Inghilterra. Al suo ritorno dall'Italia latinizzò il suo cognome, secondo una moda dell'epoca.

### Carriera

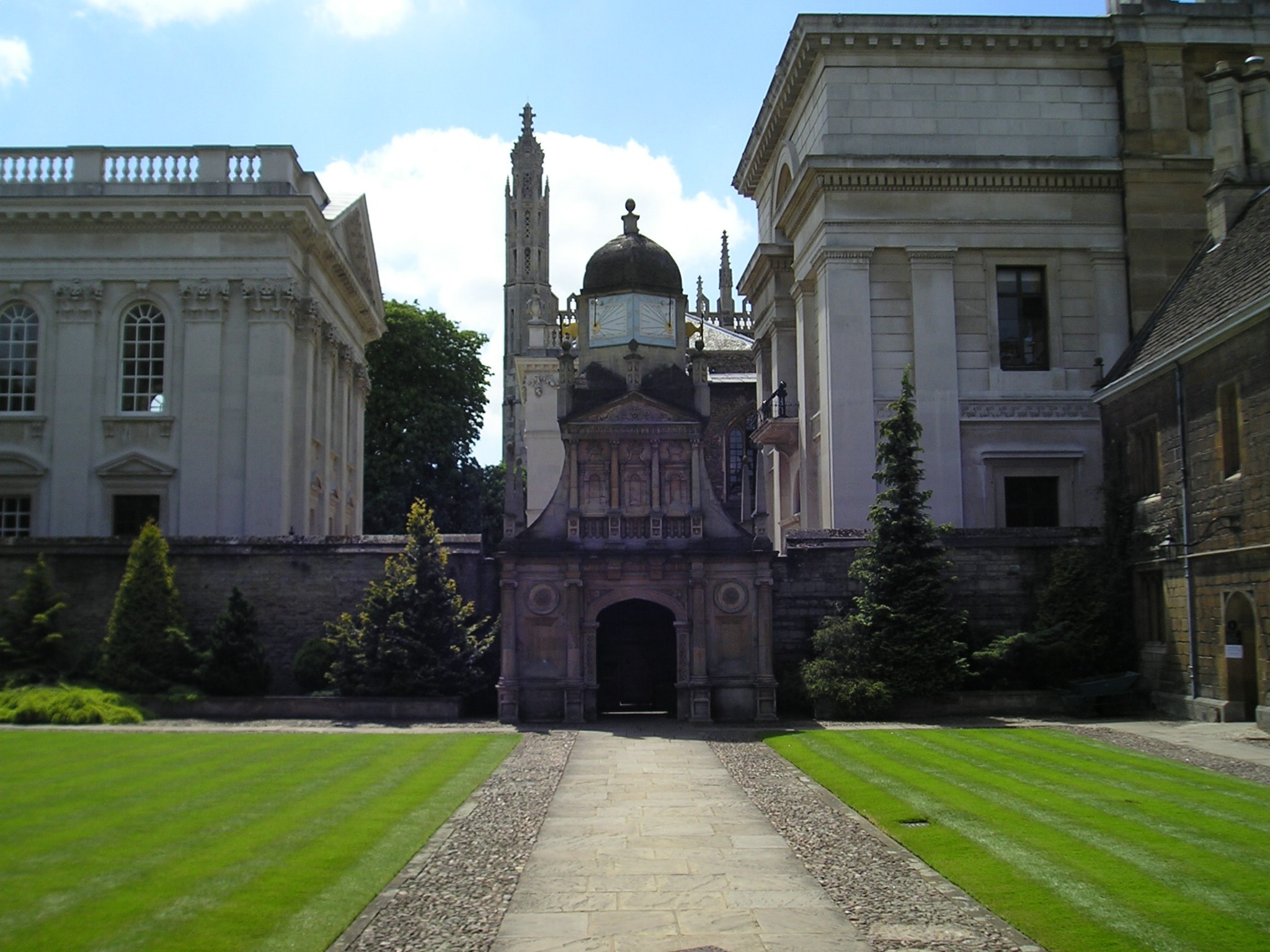
La Porta d'Onore, Caius Court, Gonville e Caius College, Cambridge

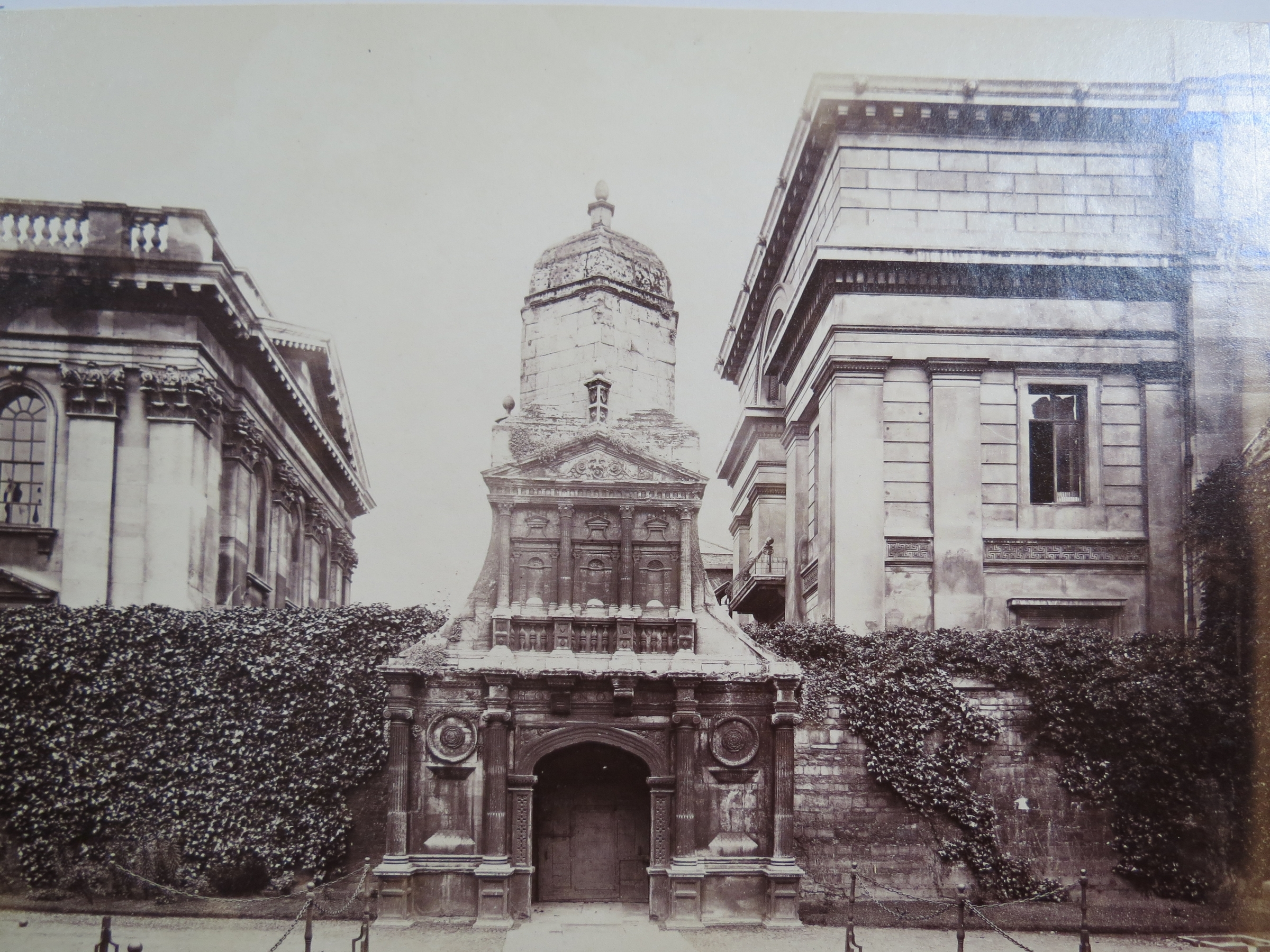
Università di Cambridge, Porta d'Onore, Gonville & Caius College

Dal 1547 Caius esercitò la professione medica a Londra, dove fu ammesso come membro del Royal College of Physicians, di cui fu per molti anni presidente.
Nel 1557 Caius, a quel tempo medico della regina Maria, ingrandì il suo vecchio collegio con la costruzione di una intera nuova ala, cambiandone il nome da "Gonville Hall" a "Gonville and Caius College", e lo dotò di numerose considerevoli proprietà. Accettò l'incarico di rettore del collegio il 24 gennaio 1559 alla morte del dottor Bacon, e lo tenne fino a circa un mese prima della sua morte. 

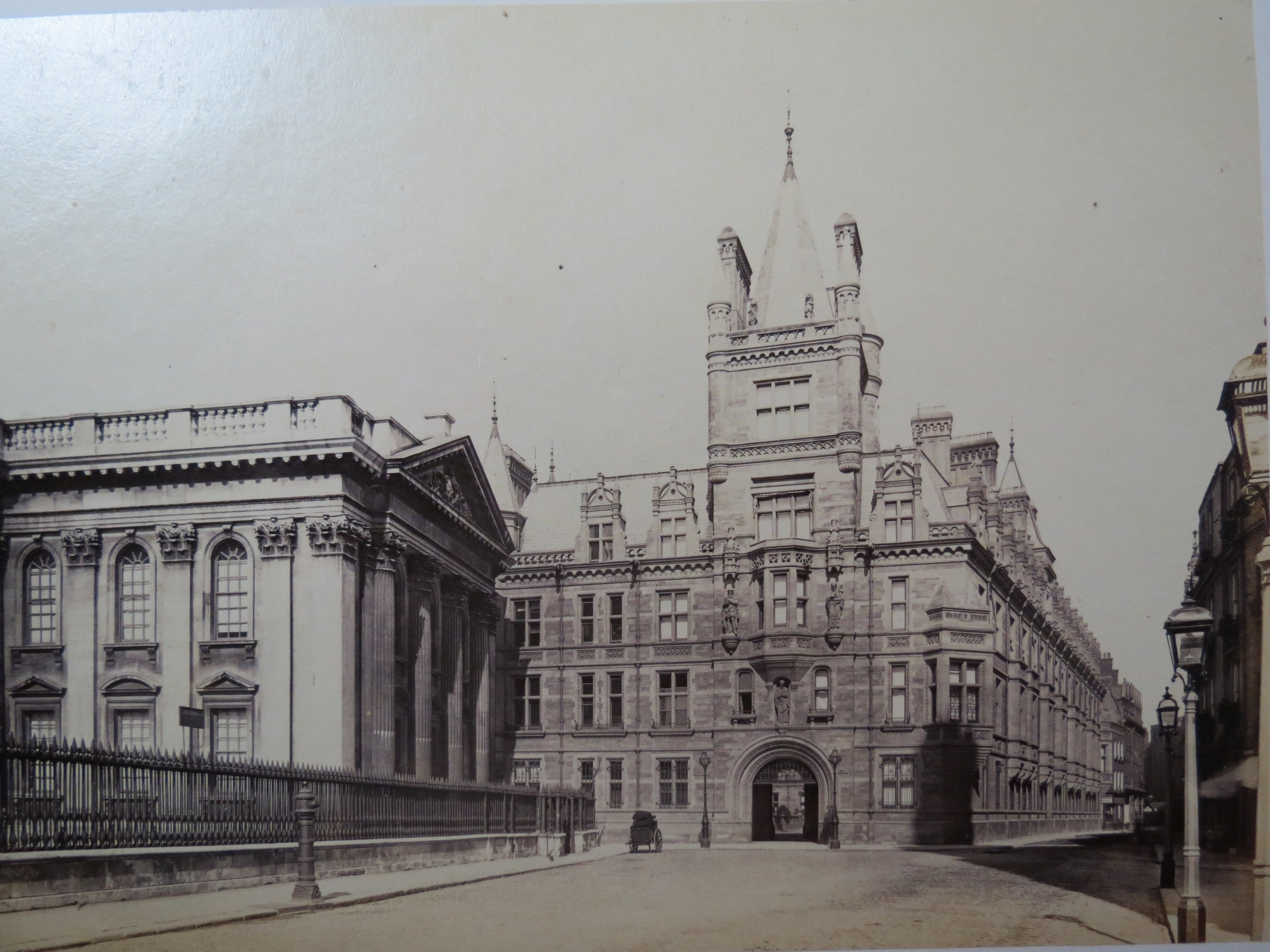
Università di Cambridge, Gonville & Caius College, da King's Parade

Fu medico di Edoardo VI, della regina Maria e della regina Elisabetta. Da questa posizione fu destituito nel 1568 a causa della sua adesione alla fede cattolica romana. Fu incongruamente accusato sia di ateismo, sia di tenere segretamente una collezione di ornamenti e paramenti di uso cattolico romano. Questi ultimi furono trovati e bruciati nel tribunale del Collegio. 
Fu eletto nove volte presidente del Royal College of Physicians, di cui, negli Annales collegii medicorum 1520-1565, lasciò un resoconto manoscritto.
Tornò a Cambridge da Londra per alcuni giorni nel giugno 1573, circa un mese prima della sua morte, e rassegnò le dimissioni. Morì nella sua casa londinese, presso il St Bartholomew's Hospital, il 29 luglio 1573. Il suo corpo fu portato a Cambridge e sepolto nella cappella sotto il monumento da lui progettato.
La questione se John Caius sia stato l'ispirazione per il personaggio del dottor Caius nell'opera teatrale di Shakespeare Le allegre comari di Windsor è stata discussa a lungo da Arnold McNair, primo barone McNair.

## Eredità
Caius era un uomo colto, attivo e benevolo. Nel 1557 eresse un monumento nella cattedrale di St Paul alla memoria di Thomas Linacre. Nel 1564 ottenne la concessione per il Gonville e Caius College di prendere ogni anno i corpi di due malfattori per la dissezione; fu quindi un importante pioniere nel progresso della scienza dell'anatomia. Probabilmente ideò, e certamente presentò, il caduceo d'argento ora in possesso del Caius College come parte delle sue insegne.

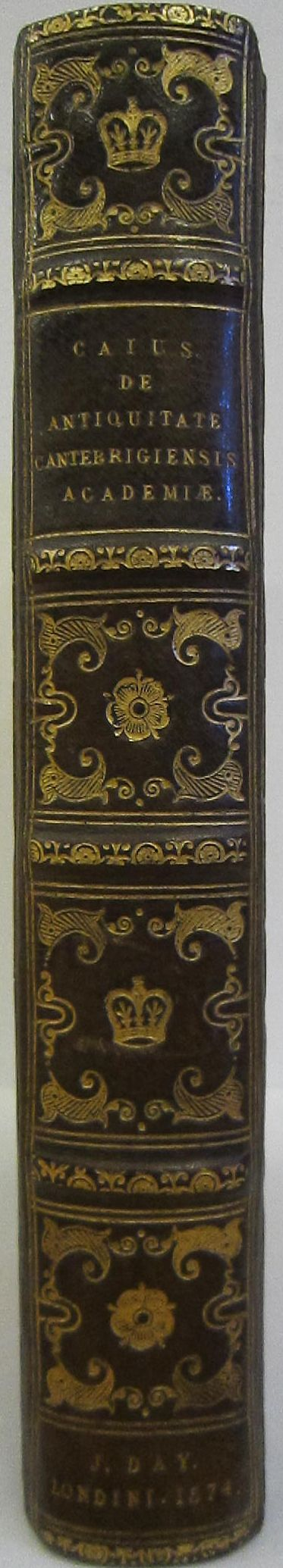
De antiquitate Cantebrigiensis Academiæ di John Caius

## Lavori
Caius fu anche un naturalista pioniere, pronto a fare le proprie osservazioni sulla natura piuttosto che affidarsi semplicemente ad autorità accettate. Era pronto a fare viaggi per il paese per vedere e registrare animali insoliti. Come tale potrebbe essere considerato anche un pioniere della zoologia, non ancora riconosciuta come scienza a sé stante.
Corrispondeva con il naturalista svizzero Conrad Gesner, con il quale aveva stretto amicizia al ritorno da Padova. Scrisse uno studio sui cani britannici da inviare a Gesner come contributo (non utilizzato) alla Historiae animalium del naturalista svizzero. Inviò a Gesner anche disegni di cani che furono stampati nelle edizioni successive dell'opera. Le convinzioni religiose cattoliche di Caius non impedirono la sua amicizia con il protestante Gesner (in effetti, l'Historiae Animalium, alla quale contribuì Caius, fu inserita sotto papa Paolo IV nell'indice dei libri proibiti della Chiesa cattolica romana).
La sua ultima produzione letteraria fu la Storia dell'Università di Cambridge, Historia Cantabrigiensis Academiae (Londra, 1574).

## Opere
- Annals of the College from 1555 to 1572
- Traduzione di numerose opere di Galeno, pubblicate in vari periodi all'estero
- Hippocrates de Medicamentis, ritrovato e pubblicato da Caius; anche De Ratsone Vicius (Lov. 1556, 8vo)
- De Mendeti Methodo (Basilea, 1554; Londra, 1556, Svo)
  - Ristampa: (LA) John Caius, De Mendendi Methodo, a cura di Roberts, Liber I,II, Cambridge, University Press, 1912  [1556],  pp. 1-56.Roberts, E. S. (ed.). De Mendendi Methodo (in Latin). Liber I, II. Cambridge: University Press. pp. 1–56. Consultato 7 Settembre 2020.
- A Boke or Counseill against the Disease Called the Sweate, London 1552
  - Reprint: (EN) John Caius, A Boke or Counseill against the Disease Called the Sweate or Sweatyng Sicknesse, a cura di Roberts, Cambridge, University Press, 1912  [1552],  pp. 1-36.Roberts, E. S. (ed.). A Boke or Counseill against the Disease Called the Sweate or Sweatyng Sicknesse. Cambridge: University Press. pp. 1–36. Consultato 7 Settembre 2020.
  - Reprint: Caius, John, A Boke or Counseill against the Disease Called the Sweate, London 1552. Facsimile ed., 1937, Scholars' Facsimiles & Reprints, ISBN 978-0-8201-1182-7.
- De Ephemera Britannica (Account of the Sweating Sickness in England) (London, 1556, 1721)
  - Reprint: (LA) John Caius, De Ephemera Britannica, a cura di Roberts, Liber unus, Cambridge, University Press, 1912  [1554],  pp. 57-115.Roberts, E. S. (ed.). De Ephemera Britannica (in Latin). Liber unus. Cambridge: University Press. pp. 57–115. Consultato 7 Settembre 2020.
- History of the University of Cambridge (London, 1568, 8vo; 1574, 4to, in Latin)
  - Reprint: (LA) John Caius, Historiae Cantebrigiensis Academie, a cura di Roberts, Liber I,II, Cambridge, University Press, 1912  [1574],  pp. 1-116.Roberts, E. S. (ed.). Historiae Cantebrigiensis Academie (in Latin). Liber I, II. Cambridge: University Press. pp. 1–116. Consultato 7 Settembre 2020.
- De Thermis Britannicis; but it is doubtful whether this work was ever printed
- De Rariorum animalium atque stirpium historia, libellus.(Of Some Rare Plants and Animals) (London, 1570)
  - Reprint: (LA) John Caius, De Rariorum animalium atque stirpium historia, Liber unus, a cura di Roberts, Cambridge, University Press, 1912  [1570],  pp. 23-65.Roberts, E. S. (ed.). De Rariorum animalium atque stirpium historia, Liber unus (in Latin). Cambridge: University Press. pp. 23–65. Consultato 7 Settembre 2020.
- De Canibus Britannicis (1570, 1729)
  - Ristampa: (LA) John Caius, De Canibus Britannicis, a cura di Roberts, Cambridge, University Press, 1912  [1570],  pp. 1-19.Roberts, E. S. (ed.). De Canibus Britannicis (in Latin). Cambridge: University Press. pp. 1–19. Consultato 7 Settembre 2020.
  - Of Englishe Dogges: The Diuersities, the Names, the Natures, and the Properties (London, 1576).
  - Reprint: (EN) John Caius, Of Englishe Dogges: The Diuersities, the Names, the Natures, and the Properties, a cura di Roberts, Cambridge, University Press, 1912  [1576],  pp. 1-47.Roberts, E. S. (ed.). Of Englishe Dogges: The Diuersities, the Names, the Natures, and the Properties. Translated by Fleming, Abraham. Cambridge: University Press. pp. 1–47. Consultato 7 Settembre 2020.
- De Libris suis: De Libris propriis (London, 1570).
  - Ristampa: (LA) John Caius, De Libris suis, a cura di Roberts, vol. 1, Cambridge, University Press, 1912  [1570],  pp. 67-111.Roberts, E. S. (ed.). De Libris suis (in Latin). 1. Cambridge: University Press. pp. 67–111. Consultato 7 Settembre 2020.
- De Pronunciatione Graecae et Latinae Linguae (London, 1574)
  - Reprint: (LA) John Caius, De Pronunciatione Graecae et Latinae Linguae cum scriptione nova libellus, a cura di Roberts, Cambridge, University Press, 1912  [1574],  pp. 1-19.Roberts, E. S. (ed.). De Pronunciatione Graecae et Latinae Linguae cum scriptione nova libellus (in Latin). Cambridge: University Press. pp. 1–19. Consultato 7 September 2020.